# 桂田利吉
桂田 利吉（かつらだ りきち、1901年（明治34年）10月5日 - 1992年（平成4年）2月6日）は、日本の英文学者。法政大学教授、実践女子大学第6代学長。コールリッジ研究の第一人者。

## 人物・来歴
宮城県柴田郡村田町生まれ。1929年東北帝国大学法文学部卒。1930年高等学校英語科教員免許取得。
1930年、宮城県立女子専門学校教授、1941年同校依願退職。同年横浜専門学校教授、1945年同校依願退職。
1945年、法政大学専門部教授、1946年同大文学部講師、1959年同教授、1960年「コウルリッヂ研究」で文学博士。
1969年実践女子大学教授、1974年から78年まで学長。退官後、旧蔵書が大学図書館に寄贈され「桂田利吉文庫」が設けられる。
1992年2月6日、急性心不全で死去。90歳没。
電通副社長を務めた桂田光喜は二男。

## 著書
- 『コウルリッヂ』研究社英米文学評伝叢書、1934年。
- 『コウルリッジ「シェイクスピア論」』(訳)岩波文庫、1939年[4]
- 『コウルリッジ研究』法政大学出版局、1969年。
- 『日本におけるコウルリッジ研究文献総覧』ジュール・土木工学社、1986年12月。
- 『渓雲録』土木工学社、1987年9月。

### 翻訳
- コールリッヂ『シェイクスピア論』岩波文庫、1939年10月。のち復刊。
- コウルリッジ『文学評伝』思索社、1949年。新版、法政大学出版局・りぶらりあ選書
- ジェイムズ・ギルマン『コウルリッジの生涯』高山信雄、岡村由美子共訳 こびあん書房 1992年3月。

### 記念論集
- 桂田利吉博士傘寿記念論集刊行会『コウルリッジとその周辺』法政大学出版局、1982年2月。